# Cerro Pachón
El cerro Pachón se ubica en el norte de Chile, en la Región de Coquimbo. Tiene una altura de 2.682 metros y en él se han construido tres observatorios astronómicos: 
- Observatorio SOAR, Observatorio Gemini Sur
- En el futuro, el Gran Telescopio para Rastreos Sinópticos o LSST.

Se ubica a 10 kilómetros al sudeste del cerro Tololo, que alberga en su cima el observatorio Cerro Tololo.